# Xylopia africana
Xylopia africana Oliv. – gatunek rośliny z rodziny flaszowcowatych (Annonaceae Juss.). Występuje naturalnie w południowej części Nigerii, Kamerunie, Gabonie, Gwinei Równikowej oraz na Wyspach Świętego Tomasza i Książęcej. 

## Morfologia
PokrójZimozielone drzewo.
LiścieMają eliptycznie odwrotnie owalny kształt. Mierzą 9–16 cm długości oraz 4–7,5 szerokości. Nasada liścia jest prawie klinowa.
KwiatyDziałki kielicha mają owalnie trójkątny kształt i dorastają do 5 mm długości. Płatki zewnętrzne są owalne.

## Biologia i ekologia
Rośnie w lasach.